# Roberto Abdenur

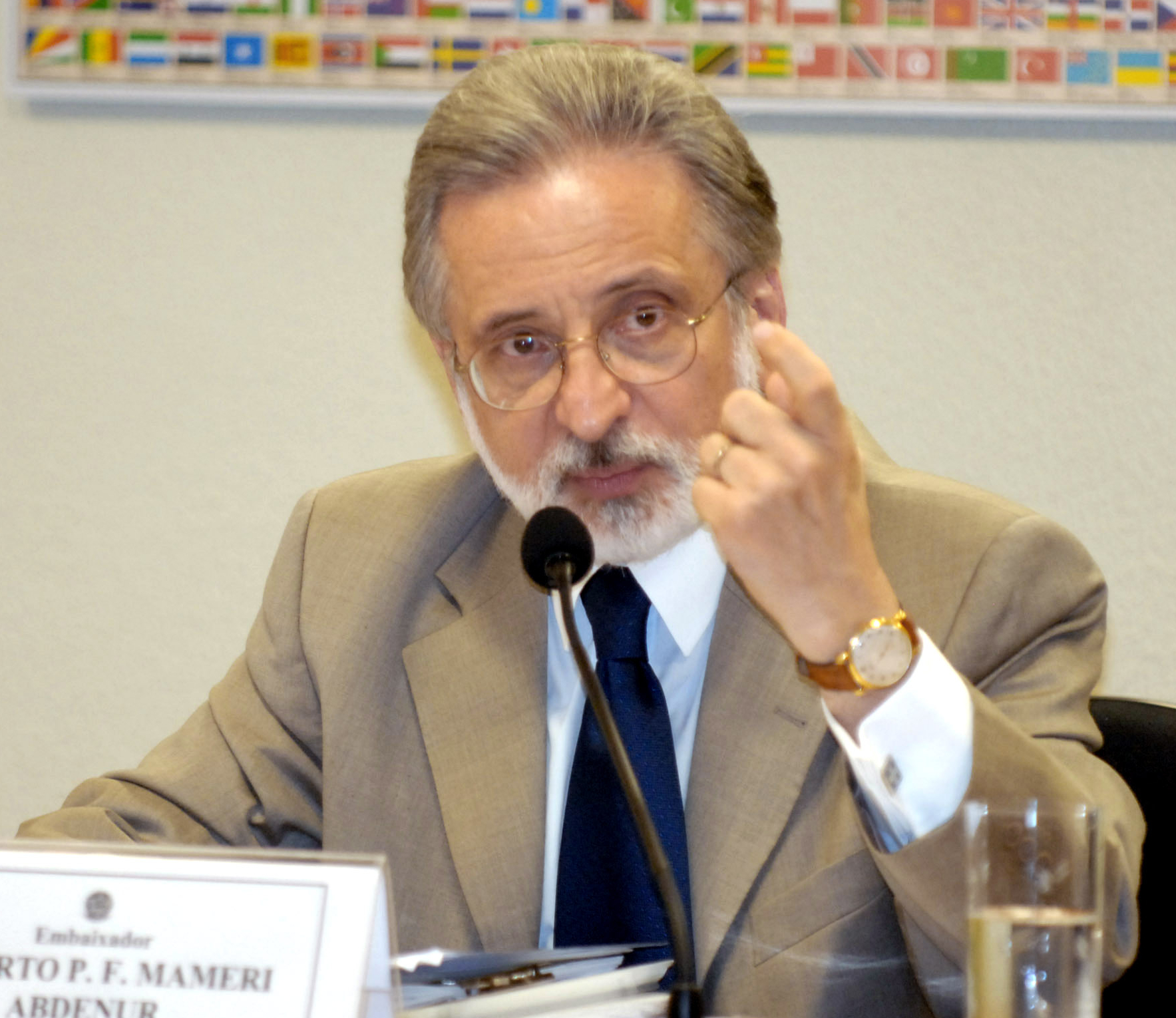
Roberto Abdenur

Roberto Pinto Ferreira Mameri Abdenur (* 5. Mai 1942 in Rio de Janeiro) ist ein brasilianischer Diplomat.

## Werdegang
Abdenur trat im Alter von 20 Jahren in den Dienst des Itamaraty. Von 1985 bis 1988 war er Botschafter seines Landes in Ecuador. Es folgten Stationen als Botschafter in Peking, Berlin und Wien. Zuletzt war er Botschafter in den Vereinigten Staaten. Zwei Tage nach der Wiederwahl von Staatspräsident Lula da Silva im Herbst 2006 bat er wegen dessen antiamerikanischer Außenpolitik um seine Entlassung.

## Auszeichnungen
- 1981: Großoffizier des Ordens des Infanten Dom Henrique